# Dessa (cantante filipinas)
María Destreza Alivio Salazar, conocida artísticamente como Dessa, es una popular cantante de voz soprano filipina. Es conocida por su exitoso tema musical "Saan Ka Man Naroroon", que interpretó bajo el mismo título para una telenovela filipina. Es considerada como una de las intérpretes de altas voces, por su forma de interpretar la música de ópera.

## Carrera
Como intérprete de la música de ópera, Dessa ha participado en diferentes festivales musicales como en el "Federation Internationale Def Organisation de Festival" (FIDOF), que fue organizado en Rusia. También fue reconocida por los "Premios Juventud", por su excelencia de su talento a nivel internacional. También ha participado en otros festivales de ópera, para representar a las Filipinas como en el "SAGA YOSHINOGARI FESTA’98", un festival de música a nivel asiático que fue organizado en Saga, Japón. Además fue reconocida como "La Mejor Intérprete" para ser nominada a los premios "1999 ASIA SONG FESTIVAL" que fue organizado en Malasia. Su poderosa voz ha sido apreciada en conciertos en vivo, estudios de grabación, salas de teattro y en la mayor parte de los lugares donde se reúnen los aficionados a la música clásica, también le han otorgado un título denominada como "The Front-Act Queen", por sus actuaciones con famosos artistas internacionales como Patti Austin, Color Me Badd, Mike Francis, Denise Williams, David Benoit, Richard Elliot, Bryan Adams, Lisa Stansfield y CeCe Peniston, en la que ha sido agraciada con esta joven diva. La admiración por Dessa, capturó la atención de estos iconos musicales por su talento, como Patti Austin, quien después de escuchar su voz en su concierto.

## Discografía
- 2003 : METROPOP SONG FESTIVAL

“Pag Ang Puso Ang Nagsabi”
(Duet with Reuben Laurente de The Company)
- 2001 : RESPECT… DESSA

“Heartbreaker”
Premium Label / Star Records
- 2000 : MARTIN LIVE ALBUM

“The Prayer” (duet)
ABS-CBN / MCA Universal
- 1999 : METROPOP SONG FESTIVAL

“Friends” (duet)
“Bring Back The Times”
- 1998 : NONOY ZUNIGA (del Duet Álbum)

“Hold On”
Polycosmic Records
- 1994 : GONNA MAKE YOUR DAY TONIGHT

Vicor Records
- 1992 : DESSA ISANG NAGMAMAHAL ALBUM

Vicor Records